# 锯蓑鲉
锯蓑鲉（学名：Brachypterois serrulata），又稱鋸稜短棘簑鮋，为輻鰭魚綱鮋形目鮋亞目鲉科锯蓑鲉属的鱼类，俗名鸡英鱼。為熱帶海水魚，分布于印度-西太平洋區，包括印度、菲律宾以及中国南海、东海、台湾海峡等海域，棲息深度6-82公尺，體長可達15.5公分，棲息在沙泥底質且有遮蔽的沿海、河口區底層水域，生活習性不明。该物种的模式产地在中国海。
其种加词“serrulata”意为“有锯齿的”。